# Manu Snellinx
Manu Snellinx (Bilzen, 23 de agosto de 1948 – Bilzen, 29 de maio de 2017) foi ciclista belga. Representou seu país, Bélgica, nos Jogos Olímpicos de Verão de 1972 na prova tandem, terminando na quinta posição.